# Лальский уезд
Лальский уезд — в дореволюционной России административно-территориальная единица в Вологодском наместничестве с административным центром в городе Лальск.

## География
Лальский уезд располагался по берегам рек Лузы и её притока Лалы.

## История
Лальский уезд был образован в 1780 году из земель входивших ранее в Южскую треть Великоустюжского уезда и бывшей Лузской Пермцы (Лузская четверть) Сольвычегодского уезда Архангелогородской губернии, когда Указом Екатерины II было образовано Вологодское наместничество. 

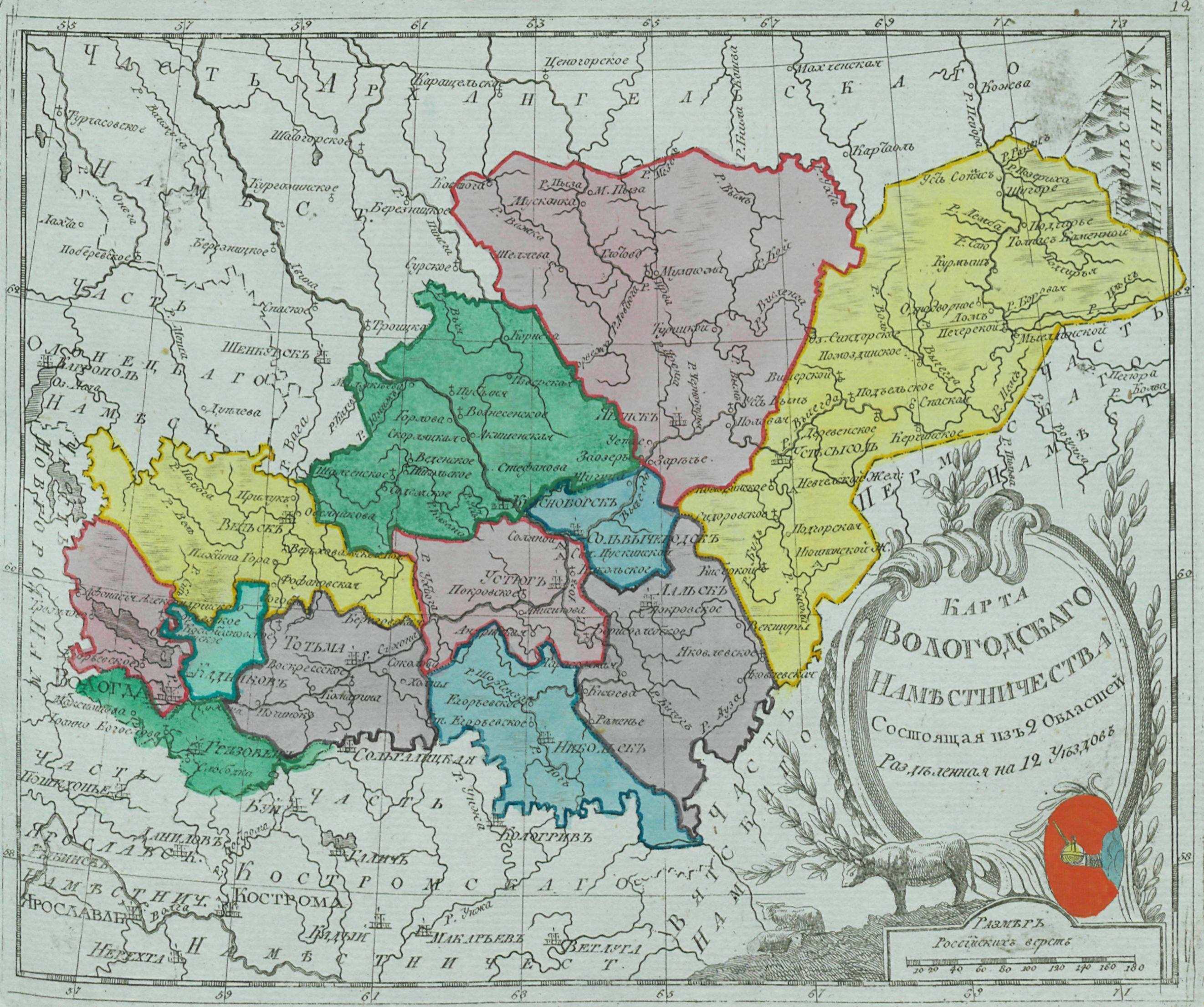
Лальский уезд, 1792 год

Лальский уезд вошёл в состав Великоустюжской области Вологодского наместничества. Этим же указом, Лальский посад был переименован в город Лальск, ставший уездным центром. Как административный центр уезда, Лальск получил собственный герб: в верхней части — знак принадлежности к Вологодской губернии, герб города Вологды, а в нижней — две куничьи шкурки в золотом поле, «в знак того, что сего города жители производят значительный торг мягкой рухлядью».

## Упразднение
Проложенная в XIX веке железная дорога прошла в стороне от Лальска, и рост города остановился. В 1796 году Указом Павла I от 12 декабря 1796 года Вологодское наместничество переименовано в Вологодскую губернию, при этом был упразднён Лальский уезд. Лальск стал заштатным городом Устюжского уезда Вологодской губернии. Волости бывшей Лузской Пермцы (верхняя Луза, начиная с Лоемской волости, и верхняя Летка) отошли к Усть-Сысольскому уезду.

## Современное положение
В настоящее время территория Лальского уезда распределена между территориями современного Лузского района, а также части Подосиновского района и Республики Коми.